# Onthophagus lemagneni
Onthophagus lemagneni là một loài bọ cánh cứng trong họ Bọ hung (Scarabaeidae).